# Greg Ray
Greg Ray (Dallas, Texas, 3 de agosto de 1966) es un expiloto de automovilismo estadounidense. Fue campeón de la Indy Racing League en 1999.

## Carrera
Greg Ray ganó el SCCA American Continental Championship en 1992. Dos años más tarde fue tercero en el Atlantic Championship.
Tras disputar la temporada 1996 de Indy Lights, debutó en la Indy Racing League (IRL) en 1997, compitiendo para el pequeño equipo Knapp Motorsports. Al año siguiente, Ray logró una destacada segunda posición en la clasificación para las 500 Millas de Indianápolis, lo que llamó la atención de patrocinadores y de John Menard, jefe del Team Menard. En esa temporada también compitió dos carreras para A. J. Foyt Enterprises, remplazando al lesionado Billy Boat.
Para 1999, fue contratado por Team Menard, ocupando el lugar dejado por el campeón 1996-97 Tony Stewart. Logró su primera victoria en la IRL en el Pikes Peak International Raceway en junio. En agosto logró dos victorias consecutivas en Dover y nuevamente en Pikes Peak, que lo colocaron líder del campeonato sobre el canadiense Scott Goodyear. Tras la penúltima carrera en Las Vegas, Ray continuaba en la cima del torneo con 15 puntos de ventaja sobre su más cercano perseguidor, el sueco Kenny Bräck. En la carrera final en Texas, logró un tercero puesto y ganó el campeonato de la IRL.
Greg Ray compitió las dos siguientes temporadas con Team Menard, logrando una victoria en cada una (ambas en Atlanta) y un total de 10 pole positions, incluyendo una en la Indy 500. A falta de dos carreras para finalizar la temporada 2001, fue expulsado del equipo por bajo rendimiento.
Tras una parcial temporada 2002, en la que compitió con A. J. Foyt Enterprises y Sam Schmidt Motorsports, Ray compró un monoplaza G-Force y creó su propio equipo llamado Access Motorsports. En 2003 logró su mejor resultado en la Indy 500, al finalizar octavo. Al año siguiente, Ray debió ceder su asiento a mitad de temporada al británico Mark Taylor por necesidades presupuestarias.
En 2005, el equipo Access no logró continuar en la categoría y Ray oficializó su retiro del automovilismo.

## Resultados

### Indy Racing League/IndyCar Series
(Clave) (negrita indica pole position) (cursiva indica vuelta rápida)

| Año       | Escudería               | Chasis  | Motor      | 1      | 2      | 3       | 4       | 5       | 6      | 7       | 8      | 9       | 10     | 11     | 12     | 13     | 14      | 15     | 16    | Pos. | Puntos |
| --------- | ----------------------- | ------- | ---------- | ------ | ------ | ------- | ------- | ------- | ------ | ------- | ------ | ------- | ------ | ------ | ------ | ------ | ------- | ------ | ----- | ---- | ------ |
| 1996-1997 | Knapp Motorsports       | Dallara | Oldsmobile | NHM    | LVS    | WDW     | PHX     | INDY 25 | TXS 8  | PPI 17  | CLT 22 | NHM Wth | LVS 30 |        |        |        |         |        |       | 29.º | 73     |
| 1998      | Knapp Motorsports       | Dallara | Oldsmobile | WDW 25 | PHX 11 | INDY 18 | TXS 2   | NHM     |        |         |        | ATL 24  | TXS 21 | LVS 25 |        |        |         |        |       | 21.º | 128    |
| 1998      | A. J. Foyt Enterprises  | Dallara | Oldsmobile |        |        |         |         |         | DOV 15 | CLT 17  | PPI    |         |        |        |        |        |         |        |       | 21.º | 128    |
| 1999      | Team Menard             | Dallara | Oldsmobile | WDW 21 | PHX 21 | CLT C   | INDY 21 | TXS 2   | PPI 1  | ATL 23  | DOV 1  | PPI 1   | LVS 21 | TXS 3  |        |        |         |        |       | 1.º  | 293    |
| 2000      | Team Menard             | Dallara | Oldsmobile | WDW 17 | PHX 19 | LVS 9   | INDY 33 | TXS 15  | PPI 20 | ATL 1   | KTY 7  | TXS 26  |        |        |        |        |         |        |       | 13.º | 172    |
| 2001      | Team Menard             | Dallara | Oldsmobile | PHX 22 | HMS 21 | ATL 1   | INDY 17 | TXS 11  | PPI 18 | RIR DNS | KAN 14 | NSH 18  | KTY 13 | STL    | CHI    |        |         |        |       | 18.º | 193    |
| 2001      | A. J. Foyt Enterprises  | Dallara | Infiniti   |        |        |         |         |         |        |         |        |         |        |        |        | TXS 8  |         |        |       | 18.º | 193    |
| 2002      | A. J. Foyt Enterprises  | Dallara | Chevrolet  | HMS    | PHX    | FON     | NZR     | INDY 33 | TXS 12 | PPI 18  | RIR 12 | KAN 19  | NSH 20 | MIS 17 | KTY 25 | STL 19 |         |        |       | 23.º | 128    |
| 2002      | Sam Schmidt Motorsports | Dallara | Chevrolet  |        |        |         |         |         |        |         |        |         |        |        |        |        | CHI 17  | TXS 14 |       | 23.º | 128    |
| 2003      | Access Motorsports      | G-Force | Honda      | HMS    | PHX    | MOT 9   | INDY 8  | TXS 11  | PPI 18 | RIR 12  | KAN 8  | NSH 16  | MIS 10 | STL 8  | KTY 15 | NZR 17 | CHI DNS | FON 14 | TXS 8 | 15.º | 253    |
| 2004      | Access Motorsports      | G-Force | Honda      | HMS 14 | PHX 10 | MOT 20  | INDY 27 | TXS 7   | RIR 15 | KAN Wth | NSH    | MIL     | MIS    | KTY    | PPI    | NZR    | CHI     | FON    | TXS   | 23.º | 99     |
| Fuente:   |                         |         |            |        |        |         |         |         |        |         |        |         |        |        |        |        |         |        |       |      |        |